# Meeth
Meeth – wieś i civil parish w Anglii, w Devon, w dystrykcie West Devon. W 2011 civil parish liczyła 167 mieszkańców. Meeth jest wspomniana w Domesday Book (1086) jako Meda.